# Сотрудник Братства святителя Гурия
«Сотрудник Братства Святителя Гурия» (с 7 августа 1911 г. — «Сотрудник Приволжской Миссии»), еженедельный журнал, «касающийся вопросов развития церковной жизни и инородческой миссии». Издание кружка сестёр-сотрудниц «Братства святителя Гурия».

## История
Выходил с 1909 г. по декабрь 1911 г. в Казани (в типографиях И. С. Перова, М. П. Перовой, Казанского губернского правления). Имел сложную систему нумерации: до 25 ноября 1909 г. вышло 9 номеров (№ 1 — 9); с 5 декабря 1909 г. положено начало новой нумерации, и до 27 ноября 1910 г. издано 56 номеров (№ 1 — 56), в том числе четыре сдвоенных; выпуск возобновился с 1 января 1911 г., до 25 декабря 1911 г. было издано 52 номера (№ 1 — 52), в том числе два сдвоенных. Редактор (с августа 1911 г. редактор-издатель) — председатель Совета «Братства святителя Гурия», епископ Андрей (князь А. А. Ухтомский), фактический соредактор — О. П. Ермолаева.

## Содержание и авторы
Программа журнала включала в себя: проповеди, оригинальные и переводные статьи нравственно-догматического содержания, информацию о деятельности «Братства святителя Гурия», «известия из церковной жизни вообще», приволжской и других православных миссий (в том числе — зарубежных), «о пропаганде инославия и иноверия» и проч. Большинство материалов принадлежало епископу Андрею. В журнале публиковались: профессора П. В. Знаменский, Н. Ф. Катанов, Я. Д. Коблов, Н. П. Остроумов, священники С. А. Багин, Т. А. Земляницкий, писатель-исламовед В. П. Череванский, журналист Б. П. Башинский и многие другие. Помещались миссионерские статьи противомусульманской, антиязыческой и противораскольнической (старообрядцы) направленности, о католической и протестантской миссиях, сектах и «новых» религиях.
Размещались материалы, связанные с подготовкой и проведением Казанского и Иркутского миссионерских съездов (1910 г.), указы Святейшего Правительствующего Синода, проповеди, статьи церковных иерархов, списки изданий переводческой комиссии при Управлении Казанского учебного округа, объявления об издании богослужебных книг на языках народов Поволжья, перепечатки из миссионерских изданий, переводы статей из мусульманских газет (в том числе «Вакыт» и «Юлдуз»), письма в редакцию, выдержки из частной корреспонденции.
Особое место отводилось противодействию отпадению «крещёных татар» в ислам: публиковались проповеди и обращения к ним епископа Андрея, документы и информация о деятельности «Общества Христианской взаимопомощи крещёно-татарских приходов Казанской епархии» и др. Одновременно велась острая полемика с черносотенцами (В. Ф. Залеский и др.), выступавшими против «системы Н. И. Ильминского», доказывалась бесперспективность политики насильственной русификации, которой противопоставлялось духовно-миссионерское просвещение на родных («инородческих») языках, с религиозных и неославянофильских позиций критиковалась доктрина «русского национализма». Большое внимание уделялось информации о жизни мусульманского мира, восточной библиографии, обзорам татарской печати, материалам об этнографии народов Поволжья, новых мусульманских изданиях, развитии благотворительной деятельности и образования у татар, освещению религиозной жизни на местах.
Наиболее заметные публикации: «Источники Ислама» (изложение и русский перевод книги миссионера У. С. Клэра-Тисдалла), «Из неизданных писем Н. И. Ильминского», «Избрание и назначение приходских и высших лиц мусульманского духовенства» В. П. Череванского, «О богослужении на инородческих языках и о духовенстве из инородцев» П. В. Знаменского и др. Публиковались также статьи «общего характера»: в том числе выступления членов Государственной Думы (А. Л. Трегубова, С. Н. Максудова и других), критические заметки в адрес «прогрессивной мусульманской группы».

## Изменения и прекращение издания
Со сменой названия появилось указание на то, что журнал является изданием «на средства» сестёр-сотрудниц «Братства святителя Гурия». В 1910 г. тридцать номеров журнала были объединены в одно издание под общей обложкой с названием «О просвещении приволжских инородцев». Выход журнала прекратился вскоре после перемещения епископа Андрея на кафедру в Сухум, где он в 1912 г. приступил к изданию журнала «Сотрудник Закавказской миссии».